# Alina Sergejewna Gridnewa
Alina Sergejewna Gridnewa (russisch Алина Сергеевна Гриднева; * 2. März 1992 in Armawir) ist eine ehemalige russische Freestyle-Skierin. Sie startete in der Disziplin Aerials (Springen).

## Werdegang
Gridnewa startete erstmals im Februar 2010 im Europacup in Minsk und belegte dabei siebten und den zehnten Rang. Im März 2011 erreichte sie in Poljarnyje Sori mit zwei zweiten Plätzen ihre ersten Podestplatzierungen im Europacup. Ihr Weltcupdebüt hatte sie im Januar 2012 in Lake Placid, das sie auf dem zehnten Platz beendete. Bei den Weltmeisterschaften 2013 in Voss errang sie den 13. Platz. Zu Beginn der Saison 2015/16 holte sie in Ruka ihren ersten Europacupsieg. Im weiteren Saisonverlauf kam sie bei sechs Teilnahmen im Weltcup viermal unter die ersten Zehn. Dabei holte sie im Februar 2016 in Moskau ihren einzigen Weltcupsieg und erreichte zum Saisonende den dritten Rang in der Aerials-Disziplinenwertung. In der Saison 2017/18 belegte sie bei den Olympischen Winterspielen 2018 in Pyeongchang den 21. Platz und zum Saisonende den zehnten Platz im Ariels-Weltcup.
Gridnewa nahm an 21 Weltcups teil und kam dabei achtmal unter die ersten Zehn. Im Europacup errang sie vier Podestplatzierungen darunter ein Sieg.

## Erfolge

### Olympische Spiele
- Pyeongchang 2018: 21. Aerials

### Weltmeisterschaften
- Voss 2013: 13. Aerials

### Weltcupsiege
| Datum            | Ort    | Land     |
| ---------------- | ------ | -------- |
| 13. Februar 2016 | Moskau | Russland |

### Weltcupwertungen
| Saison  | Gesamt | Gesamt | Aerials | Aerials |
| Saison  | Platz  | Punkte | Platz   | Punkte  |
| ------- | ------ | ------ | ------- | ------- |
| 2011/12 | 79.    | 11     | 19.     | 110     |
| 2012/13 | 79.    | 16     | 16.     | 112     |
| 2015/16 | 21.    | 41,17  | 3.      | 247     |
| 2017/18 | 46.    | 28,33  | 10.     | 170     |

### Weitere Erfolge
- Junioren-WM 2012: 4. Aerials
- 4 Podestplätze im Europacup, davon 1 Sieg
- 2 Podestplätze im Nor-Am Cup
- 1 russischer Meistertitel (2011)